# Карен Джин Міч
Карен Джин Міч (англ. Karen Jean Meech, нар. 1959) — американська планетологиня з Інституту астрономії Гавайського університету. Відкривачка або співвідкривачка 9 астероїдів, учасниця космічної місії Deep Impact, організаторка освітніх програм для вчителів.

## Кар'єра
Карен Міч спеціалізується на планетології, зокрема на вивченні далеких комет і їхнього зв'язку з ранньою Сонячною системою. Вона також дуже активно налагоджує співпрацю між професіоналами та аматорами та навчає вчителів природничих наук. Вона заснувала програму роботи з учителями та учнями середніх шкіл «До планетних систем» (англ. Towards Planetary Systems), яка допомагає готувати вчителів природничих наук на Тихоокеанських островах. Вона здобула ступінь бакалавра наук в Університеті Райса в Г'юстоні в 1981 році, а ступінь доктора філософії з планетології — у 1987 році в Массачусетському технологічному інституті.
Вона була співробітницею космічних місій Deep Impact, EPOXI і Stardust-NExT. Для всіх трьох цих місій вона координувала світові програми спостереження з Землі та з космосу. Вона є головним дослідником провідної групи Інституту астробіології НАСА Гавайського університету. Вона є президенткою Відділу III Міжнародного астрономічного союзу (Наука про планетарні системи).

## Відзнаки
За свою кар'єру Міч отримала кілька престижних нагород, зокрема премію Енні Джамп Кеннон з астрономії в 1988 році та Премію Гарольда Юрі від Американського астрономічного товариства в 1994 році.
У 2024 році Міч стала членкинею Американського астрономічного товариства «за новаторські дослідження сонячних і позасонячних комет і розподілу води в Сонячній системі, організацію великих міжнародних спостережних груп, розробку та управління планетологічними програмами для вчителів і багаторічне служіння астрономічній спільноті».
На її честь названий астероїд головного поясу 4367 Міч, відкритий Шелте Басом в Обсерваторії Сайдінг-Спрінг у 1981 році.